# Eriospermum lanceifolium
Eriospermum lanceifolium är en sparrisväxtart som beskrevs av Nikolaus Joseph von Jacquin. Eriospermum lanceifolium ingår i släktet Eriospermum och familjen sparrisväxter. Inga underarter finns listade i Catalogue of Life.